# Jogos do Império Britânico de 1930
Os Jogos do Império Britânico de 1930  foram realizados em Hamilton, Canadá, entre 16 de agosto e 23 de agosto.

## Modalidades
- Atletismo
- Boxe
- Lawn bowls
- Lutas
- Natação
- Remo
- Saltos ornamentais

## Países participantes

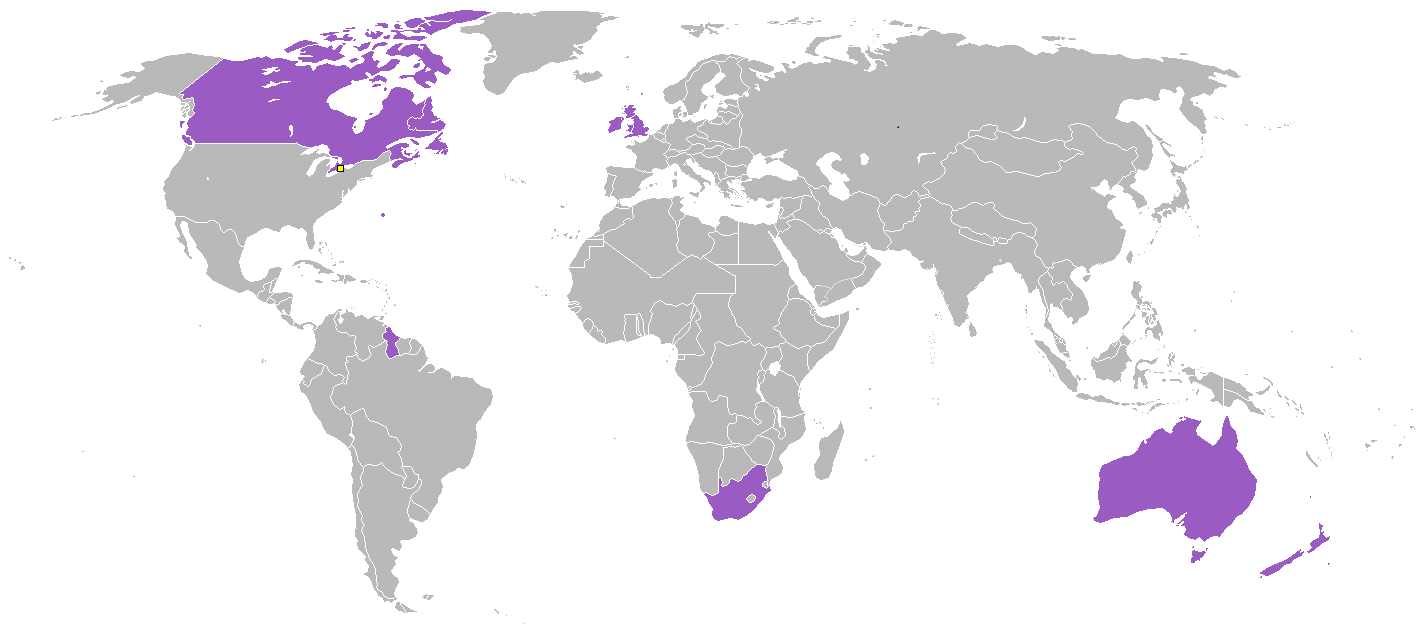
Nações participantes.

- África do Sul
- Austrália
- Bermuda
- Canadá
- Escócia
- Guiana Britânica
- Inglaterra
- Irlanda
- Nova Zelândia
- País de Gales
- Terra Nova

## Medalhistas
| Ordem | País             | Medalha de ouro | Medalha de prata | Medalha de bronze | Total |
| ----- | ---------------- | --------------- | ---------------- | ----------------- | ----- |
| 1     | Inglaterra       | 25              | 23               | 13                | 61    |
| 2     | Canadá           | 20              | 15               | 19                | 54    |
| 3     | África do Sul    | 6               | 4                | 7                 | 17    |
| 4     | Nova Zelândia    | 3               | 4                | 2                 | 9     |
| 5     | Austrália        | 3               | 4                | 1                 | 8     |
| 6     | Escócia          | 2               | 3                | 5                 | 10    |
| 7     | País de Gales    | 0               | 2                | 1                 | 3     |
| 8     | Guiana Britânica | 0               | 1                | 1                 | 2     |
| 9     | Irlanda          | 0               | 1                | 0                 | 1     |

     País sede destacado.